# Mesterháza
Mesterháza là một thị trấn thuộc hạt Vas, Hungary. Thị trấn này có diện tích 4,19 km², dân số năm 2010 là 146 người, mật độ 35 người/km².